# Archéoacoustique
L'archéoacoustique est une branche de l’archéologie qui étudie l'acoustique en relation avec les sites et les objets archéologiques, créant ainsi des « paysages sonores ». C'est un champ d'étude interdisciplinaire qui associe l'archéologie expérimentale, l'ethnomusicologie, l'acoustique et la simulation informatique. Elle fait partie du champ plus large de la musique archéologique, avec un intérêt particulier pour la musique préhistorique. Elle étudie l’acoustique des grottes préhistoriques, notamment celle des grottes ornées en relation avec les œuvres picturales, mais aussi celle des théâtres gréco-romains, des églises médiévales… Concernant les grottes ornées, le lien sons-images est le meilleur argument pour une signification rituelle ou chamanique de l’art pariétal.

## Les débuts de l'archéoacoustique
La discipline a commencé avec le travail du français Iégor Reznikoff dans les grottes ariégeoises dans les années 1980. Le terme d'« archéoacoustique » a pris corps en 2003 lors de la première réunion scientifique sur le sujet à l’université de Cambridge (Angleterre).
En 2014 se tient à Malte la première conférence internationale de ce nouveau champ d'étude de l'archéologie, organisée par Linda Eneix. Les participants, et donc parmi ses pionniers, sont Alejandro Ramos-Amezquita, Panagiota Avgerinou, Ros Bandt, Anna Borg Cardona, Emma Brambilla, Fernando Coimbra, Stef Conner, Paolo Debertolis, Stella Dreni, Richard England, Mairi Gkikaki, Annie Goh, Anne Habermehl, Wouter F. M. Henkelman, Sepideh Khaksar, David J. Knight, Glenn Kreisberg, Selin Kucuk, Esthir Lemi, Torill Christine Lindstrom, Maria Cristina Pascual Noguerol, Riita Rainio, Iegor Reznikoff, Mustafa Sahin, Divya Shrivastava, Katya Stroud, Rupert Till, Steven J. Waller, Nektarios Peter Yioutsos et Ezra Zubrow. Cette liste de chercheurs dans ce champ nouveau s'allonge de nombreux autres chercheurs.

## Une nouvelle dimension dans la perception du passé
Jusqu'à très récemment, l'archéologie passait par la perception visuelle des vestiges. L'archéoacoustique enrichit cette perception d'une dimension toute nouvelle. Percevoir les sons équivaut à percevoir des sensations ; de plus c'est une activité, et non plus seulement un artefact : la dimension auditive anime l'espace ou l'objet et les fait exister dans le temps, non plus seulement dans l'espace. Le son donne des informations très précises sur la structure temporelle de l'événement qui l'a causé et sur la fréquence vibratoire de cet événement.
Une autre dimension du son est celle d'outil de communication, qui à elle seule justifie son étude.
Aux époques préhistoriques, proto-historiques et même jusqu'à relativement récemment, les sons étaient perçus bien différemment qu'ils ne le sont de nos jours. Nous sommes maintenant entourés, si ce n’est submergés, par des sons produits par des objets créés par l'homme. Quand les bâtiments étaient encore rares, les espaces présentant une acoustique autre que celle des espaces naturels étaient particulièrement notables pour ceux qui y pénétraient. Tout effet acoustique d'une note (ou d'un son) produite par l'homme était extrêmement inhabituelle. Plus les sociétés sont primitives, plus l'écoute du son est affinéeet subtile (ce qu'il ne faut pas confondre avec « compliqué »).
Reznikoff lie cette nécessité de subtilité aux besoins de la chasse, notamment à la phase d'approche qui exige une écoute intense, la capacité d'imiter.
L'étude acoustique d'un site est potentiellement d'autant plus prometteuse en enseignement que le site semble ne pas avoir été utilisé dans un but strictement fonctionnel comme l'habitation ou la défense/protection. Car musique et sons se trouvent souvent au cœur d'activités culturelles et rituelles. Sauf exceptions, les rituels et célébrations sont toujours accompagnés de chants ou sons d'instruments.

### L'approche multi-disciplinaire
C.E. Cooper note que la visualisation numérique comporte une faille essentielle : elle fait intervenir des spécialistes de la technologie concernée, plutôt que des archéologues (sauf exceptions, comme Marc Azéma qui allie les deux formations cinématographique et archéologique) ; et qu'il en est de même pour l'archéoacoustique, avec d'une part des acousticiens abordant l'aspect technologique (n'incluant pas par exemple l'idée d'incertitude telle qu'abordée en archéologie, entre autres aspects inconnus à cette technologie) et d'autre part des archéologues s'occupant de l’aspect théorique. Même dans les cas où les deux aspects sont abordés dans une étude, la communication entre les deux parties semble être défaillante. C.E. Cooper cite les études de Devereux & Jahn 1996, Murphy & Brereton 2009, Till et al. 2013 ; des projets qui, remarque-t-elle, ont tendance à être guidés soit par une approche technologique excessivement marquée, soit par une approche hautement théorique avec le focus sur un seul élément. D'autres projets étudient l'architecture monumentale - elle cite Watson 2006, Murphy 2006, Reznikoff 2006 — mais rarement des espaces du quotidien. Ils se préoccupent également rarement du changement de l'espace dans le temps. L'auralization et les technologies acoustiques ne sont pas aussi développées que les technologies de visualisation.

#### L'importance de la voix
Dans les grottes ornées en particulier, l'étude par la voix vient avant celle par les instruments qui ne détectent pas certaines propriétés acoustiques notables. C'est par la voix que les Hommes du Paléolithique repéraient les échos et résonances, et c'est la voix qui a guidé leurs choix pour les emplacements et les motifs d'un grand nombre sinon de la majorité des peintures. Dès 1988 Reznikoff & Dauvois mettent l'accent sur la compréhension essentielle de la conjonction résonance du corps / résonance de la grotte.

#### Un protocole de recherche
En 2013 l'archéoacoustique est encore au stade de développement. De 2010 à 2013, P. Debertolis, S. Mizdrak et H. Savolainen ont travaillé sur l'établissement d'un protocole de recherche pour l'investigation des phénomènes acoustiques dans les sites archéologiques.
À la deuxième conférence multidisciplinaire internationale sur l'archéologie du son en 2015, Slobodan Dan Paich résume un guide de protocole qui met en avant la lecture intentionnelle d'un site et sa compréhension en tant qu'unité en utilisant la voix humaine par le chant — rituel et non rituel — et la récitation, à des endroits différents dans le même site ; il s'agit de privilégier l’établissement d'une relation avec le site (on pourrait dire de le « com-prendre », au sens étymologique de « prendre avec/en soi ») avant d'utiliser des instruments de mesure. L'idée est de clairement délimiter la recherche scientifique pure, les sciences humaines, et la recherche culturelle et interprétation contemporaine ; et de présenter ces trois panneaux de recherche dans le même cursus.

#### Technologie
Díaz-Andreu & Mattioli (2017) comparent les deux techniques utilisées pour enregistrer les réflexions de sons : binaurale et ambisonique ; la première est basée sur le postulat que la réflexion ne vient que d'une seule direction (en anglais DOA, direction of arrival) ; elle prend en compte la dimension « temps » : la triangulation de la DOA des sons réfléchis se fait en comparant le temps d'arrivée des ondes de son réfléchies sur plusieurs microphones. La deuxième identifie toutes les directions possibles, et prend en compte la dimension « intensité » : la triangulation de la DOA des sons réfléchis se fait en comparant l'intensité des ondes de son réfléchies venant de toutes les directions, sur un groupe compact de microphones. La technique ambisonique est plus précise pour les angles horizontaux (azimut) et les angles verticaux (élévation).
La source de son artificiel (dite « impulsive ») utilisée est un ballon gonflable, qui est admis dans les sites protégés (contrairement aux pistolets à blanc, pétards et haut-parleurs branchés sur générateurs, qui ne sont pas admis dans ces sites).
Le reste de l'équipement inclut microphones et caméras panoramiques.

#### L'entrée en jeu de la médecine
L'étude des résonances met en jeu leur effet sur l'activité cérébrale, avec à la clé des tests audiométriques. Ian Cook en a pratiqué dans cette optique à l'université de Californie ; d'autres ont expérimenté dans ce sens, dont Debertolis et al. (2014). Les aires frontales et occipitales prévalent, sans prédominance de l'un ou l'autre des hémisphères cérébraux (droit ou gauche). Les résultats montrent aussi l'importance de la subjectivité : chaque individu a une sensibilité différente marquée face aux fréquences expérimentées.
Par ailleurs, les mains et la poitrine humaine sont munis de récepteurs de vibration, les corpuscules de Meissner, qui peuvent détecter des vibrations inaudibles.

## Les grottes ornées préhistoriques
La résonance varie grandement selon la taille de l'espace : une grande salle résonne de façon très différente d’un tunnel étroit ou d’une niche. Les grandes salles riches en sonorités sont plutôt rares ; Reznikoff (2010) cite le Salon noir de Niaux, la Grande salle d’Isturitz et la salle des Peintures de Kapova. Mais il précise que les grottes présentent de nombreux endroits aux sonorités notables et qui sont quant à eux abondamment ornés.
La résonance dépend aussi de la nature du matériau dont sont faites les parois, sols et plafonds, et de la forme de ces différents éléments. Dans les grottes on rencontre principalement de la pierre dure, de la terre ou de l’argile.

### Les points et peintures indicateurs sonores dans les grottes ornées
Il s'agit de la concordance image / son. Suivant une constante de l'art mural préhistorique, la plus grande concentration de peintures se trouve aux endroits dotés du maximum de résonances sonores,. Certaines niches ou recoins de grotte, dont les échos de sons choisis peuvent rappeler les cris d'animaux (meuglement du bison, hennissement du cheval…), sont particulièrement décorés. Des points rouges en certains endroits sont des indicateurs de repérage du maximum de résonances.
Cette association des points rouges avec les endroits engendrant le maximum de résonances est particulièrement évidente à la grotte d'Oxocelhaya (Pays basque) et à la grotte du Portel (Ariège) et se rencontre dans d'autres lieux étudiés (grottes de Labastide, grotte de Niaux, Grande grotte d'Arcy, …). La concordance sons/images est de 80 à 90 % dans la plupart des cas, parfois de 100 %.
De leur étude de la grotte du Portel (Ariège) en premier lieu, puis de nombreuses autres grottes ornées, Reznikoff et Dauvois (1988) tirent trois principes essentiels :
- la plupart des images (80 à 90%) se trouvent dans des lieux sonores ou dans leur voisinage (moins de 1 m)[30],[31] ;
- les meilleurs lieux sonores sont toujours marqués et souvent ornés ;
- l'emplacement de certains signes ne s'explique que par la qualité sonore de leur localisation, et peuvent d'ailleurs être retrouvés « à l'écoute »[30].

Reznikoff détermine également que les points rouges semblent n'avoir qu'une signification purement sonore. La concordance entre points rouges et résonances atteint 99% dans de nombreuses grottes.

### Des types d'émissions «imposés» par les lieux
Les résonances des grottes atteignent leur maximum avec un type d'émission vocale particulier à chaque endroit de chaque grotte. L'expression « émission vocale » est à prendre ici au sens de « vibration sonore émise par le corps ». Si la fréquence de l'émission est en résonance avec l’environnement, l'intensité de cette émission peut être minimale : elle sera de toute façon amplifiée par la résonance du lieu. En ce sens, l'endroit impose sa propre vibration.
Par ailleurs, les harmoniques élevées sont rapidement amorties. En conséquence, les voix d'hommes sont généralement mieux adaptées que les voix de femmes pour ces explorations sonores - à la fois pour la tessiture plus basse et pour la plus forte puissance. Ceci est également vrai pour des constructions artificielles (hypogée maltais Ħal Saflieni). Mais ce n’est pas un absolu, car en certains endroits le seul souffle ou un simple hmmmm suffit pour éveiller cette résonance, parfois sur 100 m depuis l'endroit où l'on se tient. Des niches ou des tunnels peuvent produire cet effet à partir d'une simple vibration crânienne.

### L'«effet bison»
Une approche par la voix permet d'obtenir l'effet bison dans des lieux particuliers : certaines niches très sonores engendrent des sons imitant des cris d’animaux, beuglements de bisons, hennissements de chevaux… qui se propagent jusqu'à plusieurs dizaines de mètres. La « niche du Camarin » au Portel en est un exemple.
Ces niches sont marquées par des images importantes, en surface couverte et/ou en nombre.

### Deux usages de la voix
Une fois établi le principe de corrélation image(s) / son(s), Reznikoff (2012) distingue deux types d'usage de la voix dans les grottes préhistoriques :
- un usage fonctionnel qui, sur le même principe que l'écholocalisation[32],[31],[37], permet la progression dans un environnement obscur[38] et est souvent marqué par des points rouges[36] ;
- un usage musical, probablement rituel, souligné par une imagerie importante en qualité ou en quantité : panneaux, images, signes[36].

### L'archéoacoustique en thérapie
Les bains dans des stations thermales datant de l'Empire romain (Felix Romuliana, Serbie ; Laško, Slovénie) sont placés de façon que leurs usagers reçoivent le maximum d'infrasons naturels. Les infrasons ont pourtant un potentiel si néfaste qu'ils ont été utilisés comme armes soniques. Mais en l'absence de pression, les très basses fréquences peuvent induire un état proche de la transe, sans effet négatif. C'est peut-être la raison pour laquelle la durée d'immersion recommandée ne dépasse pas 20 min.

### Quelques grottes ornées préhistoriques étudiées
La Grande grotte d'Arcy-sur-Cure (Yonne)
Une niche de la Grande grotte, entourée de stalactites porteuses de points rouges, est signalée par les peintures d'un bison et d'un rhinocéros sur le mur lui faisant face. L'abside terminale de cette grotte renvoie 6 à 7 échos.
L'exceptionnelle acoustique de la grotte du Portel (Ariège)
La grotte du Portel a l'avantage de comporter trois galeries principales indépendantes ; elle a été soumise à trois séries d'études (une série seulement pour la grotte de Niaux, dont les énormes volumes intérieurs perturbent les résonances).
En 1983 et 1985, une étude cartographie les résonances et tonalités de la grotte du Portel et établit une corrélation entre les œuvres pariétales et les endroits de résonances acoustique privilégiés.
Le type de son varie selon les endroits : une grande partie de la galerie Jammes donne un son fondamental dominant avec une tonalité en ré, tandis que la galerie Régnault a un réseau complexe de résonances. À certains endroits, la grotte répond. Les auteurs de l'étude disent avoir vécu « une expérience exceptionnelle » lorsque la grotte répond en amplifiant de toute sa profondeur les sons émis face à une œuvre pariétale. Par contre la salle centrale ne produit pas d'écho, et ne comporte que très peu de peintures.
La « niche du Camarin » est de celles qui donnent l'effet bison.
Grotte d'Oxocelhaya (Pyrénées-Atlantiques)
La Grotte d'Oxocelhaya est l'une de ces grottes qui offrent un effet de résonance d'un lieu à un autre (un son émis dans un endroit résonne dans un autre endroit de la grotte). La partie inférieure de la grotte, qui possède une riche sonorité, présente une densité de points rouges exceptionnellement élevée.
Grotte de Niaux (Ariège)
Niaux démontre elle aussi une forte corrélation entre échos et peintures. Le plus grand nombre d'échos se trouve dans le Salon noir, qui déploie de superbes et nombreuses peintures dans un espace d'une intensité de résonance exceptionnelle avec 7-8 échos d'une durée de 7 secondes. Cette salle en forme de rotonde « résonne comme une chapelle romane » ; reproduire l'effet bison dans ce lieu donne l'impression de présence des bisons dans l'espace même.
Grotte de Kapova (Bachkirie, Russie)
Dans la Grotte de Kapova (réserve naturelle de Choulgan-Tach dans le sud de l'Oural, les peintures sont de plus en plus nombreuses lorsqu'on passe de la salle des Signes (4-5 échos) à la salle en Coupole (5-6 échos) puis à l'étage supérieur (jusqu'à 7-8 échos). Elles sont par contre peu nombreuses, espacées, de facture modeste et probablement plus tardives dans la salle du Chaos qui ne produit que deux échos. Le seul panneau important dans cette salle se trouve immédiatement à gauche de la seule niche sonore qu'elle contient.
La salle des Peintures (ou salle des Dessins), pourtant un grand espace, est elle aussi d'une remarquable sonorité avec ses 7-8 échos d'une durée de 8 secondes (en 2013 c'est le record du nombre d'échos connus pour une salle de grotte), imagés des deux superbes panneaux de bisons, chevaux et mammouths,. Ces grands panneaux sont en relation avec des niches très sonores qui donnent l'effet bison ; le plus grand des panneaux, qui montre des mammouths, se trouve immédiatement au-dessus de deux de ces niches sonores particulières, au niveau du sol.
Baume Brune (Vaucluse)
Cette falaise sur Joucas et Gordes inclut 43 abris sous roche, dont seulement 8 sont ornés. Apparemment rien ne justifie la sélection de ces 8 abris - sauf l'écholocalisation. Les seuls abris décorés sont ceux émettant des sons réfléchis ; et l'abri no 12, le plus décoré et le seul décoré avec de la peinture noire, est aussi celui pour lequel les sons réfléchis sont les plus forts.

## Quelques sites étudiés autres que les grottes préhistoriques

### Stonehenge
Le double cercle de mégalithes de Stonehenge (Wiltshire, Angleterre), lorsqu'il était encore complet, présentait de nombreuses surfaces de réflexion des sons, à des distances différentes et suivant de multiples chemins de réflexion du son. Le niveau de réverbération des sons ainsi engendré créait un environnement auditif très inhabituel à l'intérieur du cercle.

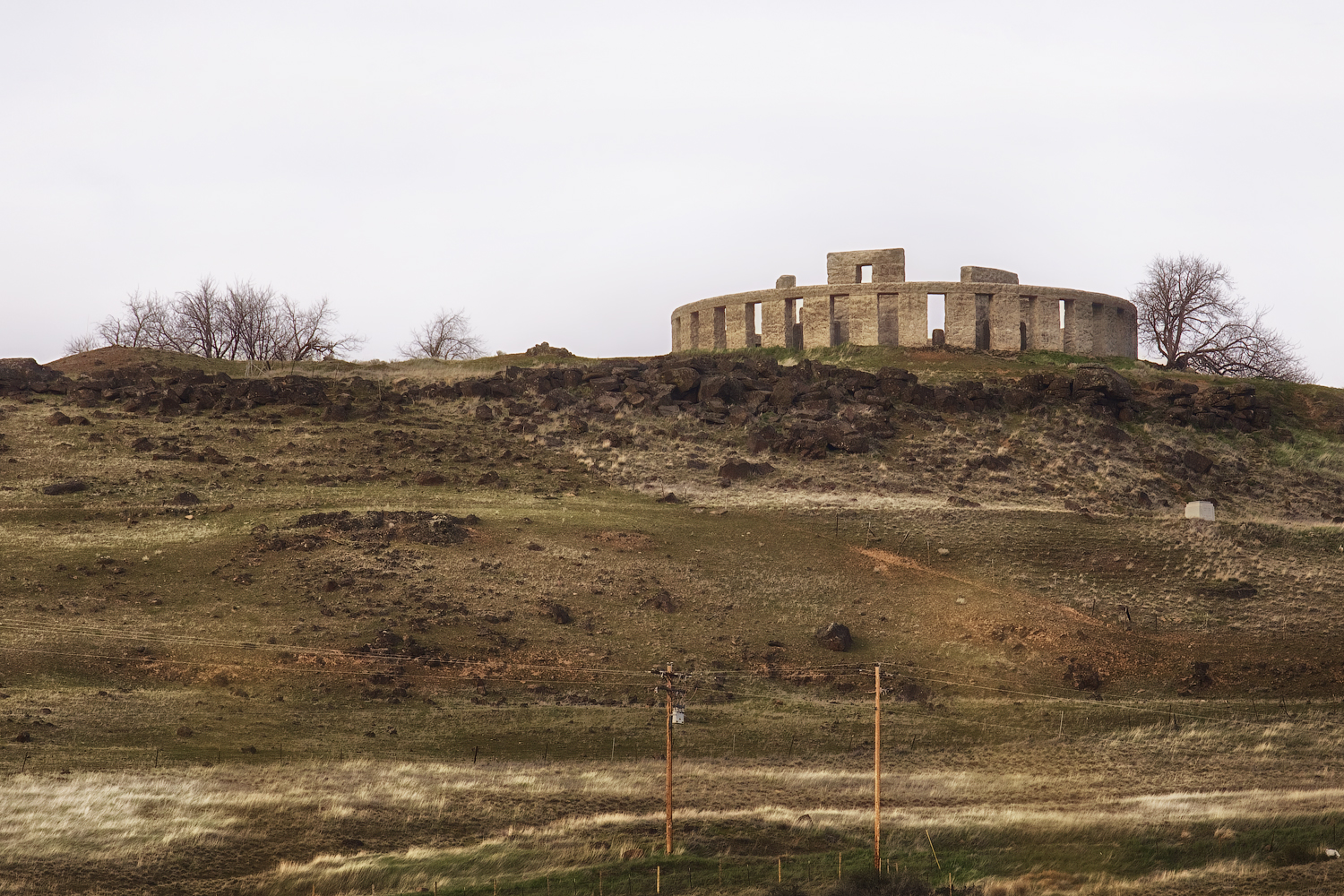
,
État de Washington

Aaron Watson (archéologue) et David Keating (acousticien) explorent l'acoustique de Stonehenge dès 1998, dévoilant les qualités soniques particulières du site : en contraste avec un environnement ouvert, les pierres dressées améliorent le comportement du son.
Une reproduction en taille réelle du site de Stonehenge dans sa phase finale de construction existe à Maryhill (en) dans l'État de Washington aux États-Unis (Stonehenge de Maryhill (en)), sous la responsabilité du Maryhill museum. Basée sur des plans archéologiques, elle a été achevée en 1926 en monument aux morts de la guerre. Les effets acoustiques y sont amoindris par plusieurs facteurs : les blocs sont en béton, de plus rendu poreux par une inondation d'eau salée ; leurs formes sont plus régulières que les pierres originelles et leur surface a été rendue rugueuse pour les faire paraître anciennes ; et le grand autel central est couché au lieu d'être debout comme l'autel du Stonehange complet. Mais c'est la reproduction la plus proche du Stonehenge originel, et pour les expériences d'acoustique il valait mieux des effets amoindris que surévalués.
En juillet 2007 Rupert Till et Bruno Fazenda y exécutent des tests audio. Les résultats de la modélisation numérique acoustique montrent que la réflexion des sons, les échos, la réverbération et la réponse acoustique sont pratiquement similaires à ceux du site originel ; il y a une réduction du niveau et de l'intensité des effets, mais leur nature est la même.

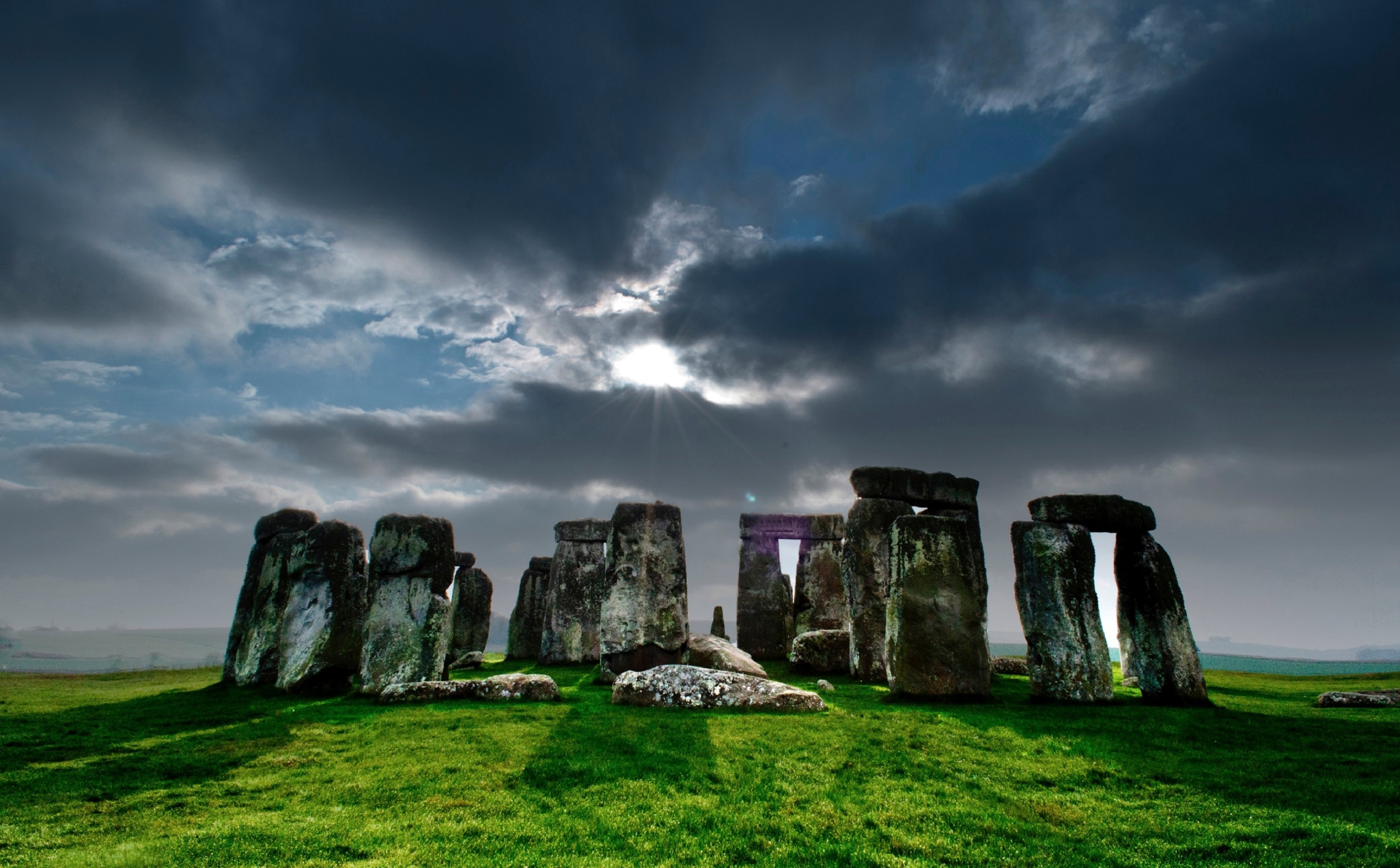
Stonehenge, Wiltshire

Le bruit du vent s'est révélé plus fort à l'intérieur du cercle qu'à l'extérieur. L'écrivain Thomas Hardy en 1880 fait déjà référence au vent parmi les pierres de Stonehenge ; il en reparle en 1891 dans sa nouvelle Tess d'Urberville, où il cite Stonehenge comme un « temple des vents »,.
Des effets acoustiques puissants ont été découverts, confirmant les découvertes de A. Watson pour ce qui concerne les changements dans les sons à l'approche et à l'entrée dans l'espace, et pour la variation en volume à l'intérieur de l'espace. Les effets sonores semblent se focaliser dans la direction de l'ouverture (au nord-est). Till et Fazenda ont aussi découvert des effets acoustiques à 90° du premier axe, traversant l'espace entre les deux paires de trilithons de tailles égales. L'acoustique de l'espace sous les linteaux du cercle extérieur crée une impression de seuil et renforce l'impression de passage d'un espace à un autre. La différence d'acoustique entre l'extérieur et l'intérieur du site crée une impression subjective d'enveloppement aural, d'enfermement, et de séparation de l'un à l'autre espace — une impression qui croît avec le temps passé à l'intérieur du cercle.
De même, le centre du site, de la pierre de l'autel à l'entrée, a une acoustique différente de celle du reste du cercle. Du point de vue du son c'est la zone la plus active et celle qui a les effets acoustiques les plus clairs. Le volume du son augmente à l'approche des pierres du cercle extérieur et à l'intérieur de ce dernier, et aussi près des trilithons et face à ceux-ci.

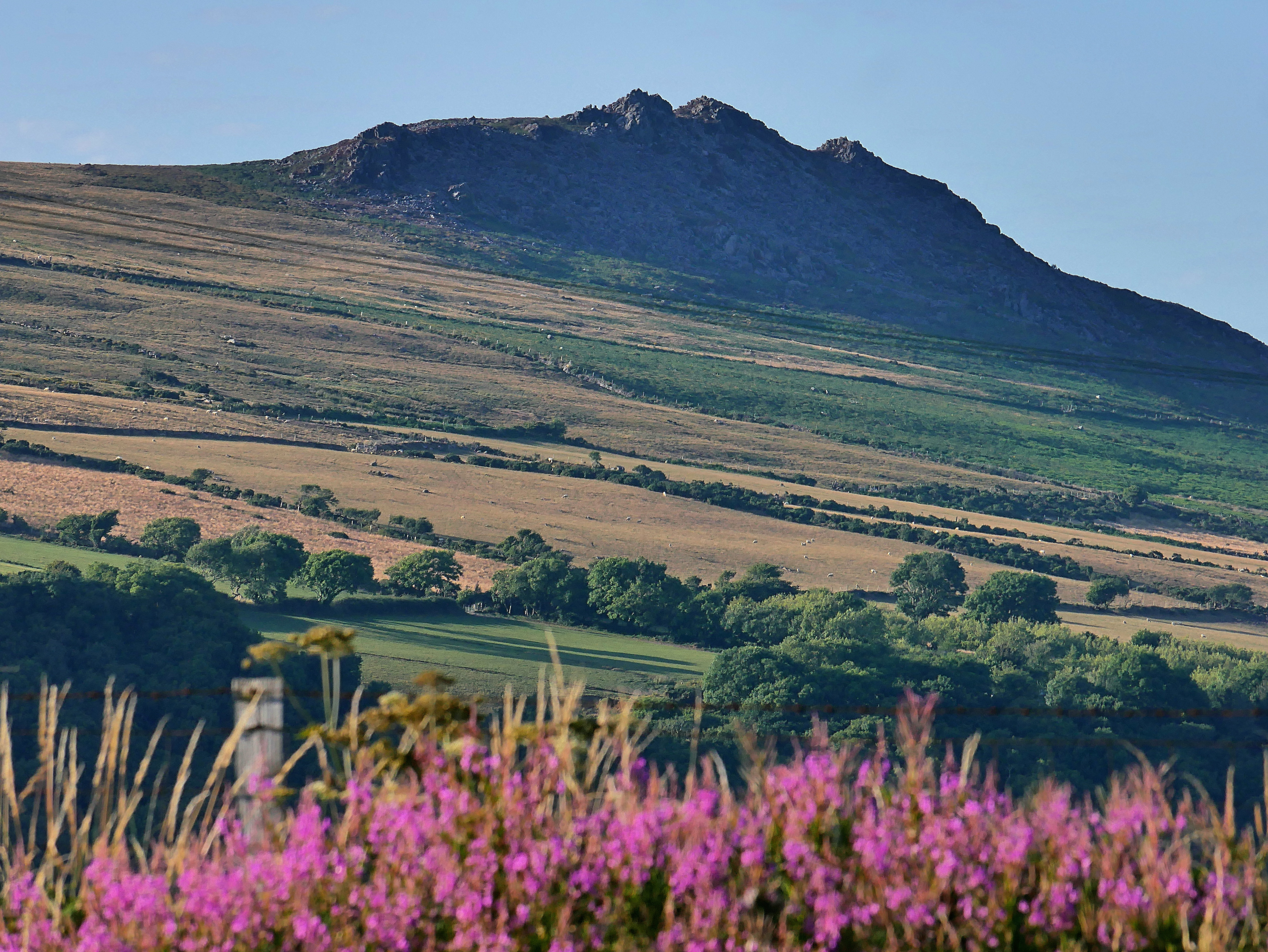
Collines de Preseli, pays des pierres bleues (dolérite tachetée) de Stonehenge

Il y a un certain nombre de points morts où le son est moins fort, notamment au milieu de la distance entre le cercle extérieur des pierres sarcen et le cercle intérieur des pierres bleues ; et aussi derrière les trilithons de taille moyenne. L'espace est clairement divisé entre « devant » et « derrière ». La pierre de l'autel, étendue horizontalement, aurait fait une bonne scène pour projeter le son — en plus de faciliter la vue. La compréhension de paroles prononcées est claire partout dans l'espace du site, et la voix n'est pas masquée si l'on se tient derrière des pierres. La reverbération fournit une qualité acoustique plaisante et avantageuse à la fois pour les paroles et pour les instruments différents. Il y a des échos dans l'espace du site, audibles seulement en face du plus grand trilithon en direction de la pierre-talon. L'écho est au plus fort à chaque extrémité de la ligne connectant ces deux points.
R. Till note que la pierre bleue est de la dolérite tachetée venant des collines de Preseli au pays de Galles. Or un village de cette région porte le nom de Maenclochog, qui signifie « pierres résonnantes » (ringing stones). Localement, il est bien connu que ces pierres ont des effets acoustiques particuliers.

### Autres lieux
Ightham Mote (Kent)
Pour compenser le manque de communication entre l'archéologie et l'acoustique (voir paragr. « L'approche multi-disciplinaire »), C. Cooper a suivi un cours de maitrise en « acoustique architecturale et des constructions », un cycle de 2 ans pendant lesquels elle a travaillé conjointement avec Murillo Gomez, étudiant acousticien travaillant sur l'auralisation d'espaces à géométrie complexe et leur rendu en temps réel. Ils ont choisi pour sujet d'étude la motte Ightham dans le Kent, et plus particulièrement le grand hall à la surface intérieure de toit très complexe, la chambre Oriel (quartiers privés est-ouest) et la vieille chapelle, trois espaces datant du XIVe siècle. Plusieurs techniques d'enregistrement ont été expérimentées.
Easter Aquhorthies (en), Cairns gris de Camster (en) (Camster Round)
En 1999 Watson et Keating étudient l'archéoacoustique de Easter Aquhorthies (en), un cercle de menhirs, et de Camster Round, une tombe et allée couverte, deux monuments mégalithiques en Écosse.
Labyrinthe de Ravne (Bosnie-Herzégovine)
Le labyrinthe de Ravne est un réseau préhistorique de tunnels dans la vallée de Visoko, dans la municipalité de Visoko, Fédération de Bosnie-et-Herzégovine. À très basse fréquence, les résonances y perdurent jusqu'à 20 secondes après cessation du chant ; elles ne ressemblent pas à des échos ni à des réverbérations.